# Gregorio Serrano
Gregorio Serrano López (Sevilla, 22 de febrero de 1967) es un político, abogado y profesor español. Fue director general de Tráfico entre noviembre de 2016 y junio de 2018.

## Biografía
Nacido en la ciudad de Sevilla, el día 22 de febrero de 1967. Está casado y tiene dos hijas.
Se licenció en Derecho y obtuvo un Doctorado en Derecho constitucional por la Universidad de Sevilla y además tiene un máster en Dirección de Operaciones Internacionales por la Escuela de Negocios Cámara de Comercio de Sevilla e hizo un curso de Alta Dirección de Instituciones por la Fundación San Telmo.
Inició su carrera política como miembro del Partido Popular (PP) en el Ayuntamiento de Sevilla.
Desde 2003 a 2011 fue concejal y portavoz adjunto del Grupo Popular en el consistorio y desde ese último año hasta 2015 fue teniente de alcalde y delegado de Empleo, Economía, Fiestas Mayores y Turismo.
Cabe destacar que además de su labor política ha ejercido de profesor asociado de Derecho Financiero y Tributario en la Universidad Pablo de Olavide (UPO) y de Régimen Fiscal de la Empresa en la Universidad CEADE Sevilla Universidad de Gales  (Reino Unido).
También ha ocupado algunos cargos como el de presidente de Giralda Televisión; presidente de Mercados Centrales de Abastecimiento de Sevilla (Mercasevilla S. A.); vocal de la Comisión de Relaciones Internacionales de la Federación Española de Municipios y Provincias (FEMP); y consejero delegado de CONTURSA (Palacio de Congresos y Exposiciones de Sevilla o Fibes).
El 17 de noviembre de 2016 fue nombrado por el ministro del Interior Juan Ignacio Zoido, como nuevo director de la Dirección General de Tráfico (DGT). Sustituye a la anterior directora María Seguí que renunció a su cargo.
Juró su cargo el día 21 de noviembre de ese año. Fue cesado por el Presidente Sánchez el 30 de junio de 2018.